# انتظار (اسم)
اِنْتِظَار هو اسم علم مؤنث من أصل عربي، ومعناه هو الترقب والتأني.